# Arthur Stokes
Arthur Joseph Stokes (13 de novembro de 1875 — 4 de abril de 1949) foi um ciclista britânico. Em Estocolmo 1912, Stokes competiu com a equipe inglesa que conquistou a medalha de prata no contrarrelógio por equipes.